# Ophiacantha abyssicola
Ophiacantha abyssicola is een slangster uit de familie Ophiacanthidae.
De wetenschappelijke naam van de soort werd in 1872 gepubliceerd door Georg Ossian Sars.